# 산의초등학교
산의초등학교는 대한민국 경기도 수원시 영통구 이의동에 있는 공립 초등학교이다.

## 학교 연혁
- 1949년 9월 23일 : 용인군 수지국민학교 산의분교로 개교(1학급)
- 1959년 6월 1일 : 산의국민학교로 개칭(6학급), 제1회 졸업식
- 1959년 6월 1일 : 초대 이은준 교장 취임
- 1981년 3월 9일 : 병설유치원 신설
- 1983년 2월 15일 : 수원시로 편입
- 1996년 3월 1일 : 산의초등학교로 개칭
- 2007년 3월 1일 : 임시 휴교 5년(광교신도시 개발)
- 2012년 3월 1일 : 재개교(초등 6, 유치원 1학급), 제16대 이형수 교장 취임
- 2013년 2월 15일 : 제49회 졸업식(총 졸업생 수 2,433명)
- 2013년 3월 18일 : 45학급 편성(병설유치원 5학급 편성)
- 2014년 2월 14일 : 제50회 졸업식(총 졸업생 수 2,645명)
- 2014년 3월 3일 : 51학급 편성(병설유치원 2학급 편성)
- 2015년 2월 13일 : 제51회 졸업식(총 졸업생 수 2,923명)
- 2015년 3월 2일 : 51학급 편성(병설유치원 2학급 편성)
- 2016년 2월 5일 : 제52회 졸업식(총 졸업생 수 3,222명)
- 2016년 3월 1일 : 제17대 윤성철 교장 취임
- 2016년 3월 1일 : 51학급 편성(병설유치원 2학급 편성)
- 2017년 3월 1일 : 52학급 편성(병설유치원 2학급 편성)
- 2018년 2월 9일 : 제54회 졸업